# پرینس
پرینس راجرز نلسون (به انگلیسی: Prince Rogers Nelson) (زاده ۷ ژوئن ۱۹۵۸ – درگذشته ۲۱ آوریل ۲۰۱۶) خواننده، ترانه‌سرا، پاپ آیکون و بازیگر اهل ایالات متحده آمریکا بود.
پرینس که از او به عنوان اسطوره موسیقی سول و فانک و نیز پیشگام «صدای مینیاپولیس» نام برده می‌شود، شهرت خود را مدیون نوآوری‌هایش، ظاهر پر زرق‌وبرق و نیز اجراهای پرشکوه در کنسرت‌هایش است. فروش بیش از صد میلیون نسخه از کارهای پرینس در سراسر جهان، وی را در فهرست پرفروش‌ترین هنرمندان موسیقی قرار داده است. مجلهٔ رولینگ استون وی را در فهرست «۱۰۰ هنرمند بزرگ تمام دوران‌ها» در رتبهٔ ۲۷ قرار داده است.
آلبوم پرآوازه «باران ارغوانی» بارها در فهرست‌های گوناگون برترین آلبوم‌های تاریخ موسیقی قرار گرفته‌است.

## عکاس
عکاس شخصی پرینس، مردی ایرانی به نام افشین شهیدی بوده‌است.

## درگذشت
پرینس در صبح روز پنجشنبه ۲۱ آوریل ۲۰۱۶ بر اثر بیش‌مصرفی با فنتانیل در خانه‌اش در شهر مینیاپولیس درگذشت.